# 면천로
면천로(Myeoncheon-ro)는 충청남도 당진시 당진동 구룡삼거리에서 당진시 합덕읍 선우대교를 이어주는 도로이다.

## 주요 경유지
충청남도
- 당진시 (당진동 - 면천면 - 합덕읍 - 우강면)

## 노선
| 이름              | 접속 노선                  | 소재지 | 소재지 | 비고                    |
| ----------------- | -------------------------- | ------ | ------ | ----------------------- |
| 구룡삼거리        | 역천로                     | 당진시 | 당진동 |                         |
| 사기소대교        |                            | 당진시 | 면천면 |                         |
| 면천삼거리        | 아미로                     | 당진시 | 면천면 |                         |
| 나무고개          |                            | 당진시 | 면천면 |                         |
| 성상사거리        | 지방도 제619호선 (한천로)  | 당진시 | 면천면 | 지방도 제619호선과 중복 |
| 구실고개 교차로   | 지방도 제619호선 (순성로)  | 당진시 | 면천면 | 지방도 제619호선과 중복 |
| 문봉교            |                            | 당진시 | 면천면 |                         |
| 도곡교            |                            | 당진시 | 면천면 |                         |
| 합덕 교차로       | 국도 제32호선 (예당평야로) | 당진시 | 합덕읍 |                         |
| 합덕초교 사거리   | 지방도 제615호선 (남부로)  | 당진시 | 합덕읍 |                         |
| 합덕여고앞 사거리 | 소소정착길                 | 당진시 | 합덕읍 |                         |
| 우민회관앞 교차로 | 중방로                     | 당진시 | 합덕읍 |                         |
| 창교              |                            | 당진시 | 우강면 |                         |
| 성원 교차로       | (합덕 ~ 우강간 도로)       | 당진시 | 우강면 |                         |
| 대포 교차로       | 평야5로                    | 당진시 | 우강면 |                         |
| 원내경 교차로     | 평야6로                    | 당진시 | 우강면 |                         |
| 후경 교차로       |                            | 당진시 | 우강면 |                         |
| 선우대교          |                            | 당진시 | 우강면 |                         |
| 충절로와 직결     |                            |        |        |                         |

## 주요 건물 및 시설
- S-OIL 안일주유소 (충청남도 당진시 면천면 면천로 296)
- SK에너지 봉성주유소 (충청남도 당진시 면천면 면천로 521)